# Dragon C2+
Dragon C2+, també conegut com a SpaceX COTS Demo Flight 2 (COTS 2), va ser el segon vol de prova de la nau espacial de càrrega Dragon d'SpaceX, va ser llançat en el tercer vol en el vehicle de llançament dues etapes Falcon 9 de la companyia. El vol es va realitzar sota un acord finançat de la NASA com la segona missió de demostració de la Dragon en el programa Commercial Orbital Transportation Services (COTS). El propòsit del programa COTS és desenvolupar i demostrar vehicles comercials per a la reaprovisionament de càrregues de l'Estació Espacial Internacional (EEI). La nau espacial Dragon C2+ va ser el primer vehicle americà a visitar l'EEI des del final de la programa del Transbordador Espacial. També va ser la primera nau espacial comercial a acoblar i atracar amb una altra nau espacial.
Inicialment, els objectius de la missió C2+ havien de ser realitzats per dues missions separades; la Dragon C2 hauria realitzat un sobrevol de l'EEI, practicar maniobres d'encontre i comunicacions amb l'estació, abans de tornar a la Terra. Una segona missió, C3, hauria estat la primera missió d'atracar amb l'estació. Al juliol de 2011, la NASA va donar una aprovació provisional per combinar els objectius de les dues missions. Al desembre de 2011, la NASA va aprovar formalment la fusió de les missions COTS 2 i 3 amb el vol Dragon C2+. Hi va haver diversos retards de llançament, l'últim que es va produir el 19 de maig de 2012, a causa d'un avís de llançament durant l'últim segon abans de l'alçament.
El Dragon C2+ va ser llançat amb èxit des de Cap Canaveral el 22 maig de 2012. Durant els primers tres dies de la missió, tots els objectius COTS 2 van ser completats amb èxit. La fase COTS 3 de la missió va començar el 25 de maig quan la Dragon es va trobar amb l'EEI i després va ser capturat amb èxit utilitzant el Canadarm2. Va ser atracat a l'estació més tard aquell dia, usant el braç robòtic. La Dragon es va mantenir durant gairebé sis dies durant els quals els astronautes van descarregar la càrrega i després van tornar a carregar la Dragon amb càrrega cap a la Terra. El 31 de maig, la Dragon va ser desatracat de l'EEI, la seva càpsula va amarar a l'oceà Pacífic davant la costa de Califòrnia i va ser recuperada. Tots els objectius de la missió van ser completats amb èxit, i el sistema Falcon 9-Dragon va ser certificat per iniciar missions regulars de lliurament de càrrega a l'EEI sota el programa Commercial Resupply Services.